# Референдум о статусе Сингапура (1962)
Референдум об условиях объединения с Малайзией состоялся в Сингапуре 1 сентября 1962 года во исполнение Декларации ООН о предоставлении независимости колониальным странам и народам, принятой 15 декабря 1960 года Генеральной Ассамблеей ООН.
Избирателям было предложено выбрать один из трёх вариантов вхождения Сингапура в Федерацию Малайя, при этом в бюллетень не включались варианты, предусматривавшие возможность полной независимости Сингапура. За вариант А, предусматривавший самый высокий уровень автономии, было подано 96 % голосов, признанных действительными.

## Предпосылки проведения референдума
Сингапур с 1959 года имел статус самоуправляющегося государства в рамках Британского содружества наций, при этом внешняя политика, оборона и безопасность страны оставались в компетенции Великобритании, на территории страны сохранялись военно-морские и военно-воздушные базы, используемые СЕАТО. На парламентских выборах 1959 года победу одержала партия «Народное действие» (ПНД), лидер которой Ли Куан Ю стал премьер-министром Сингапура. В 1961 году правительство Ли Куан Ю взяло курс на вхождение в Федерацию Малайя, что вызвало раскол в рядах ПНД и создание в августе 1961 партии Социалистический фронт, которая выступала против объединения с Малайей. В связи с отсутствием возможности проголосовать на референдуме против объединения с Малайей, легитимность референдума оспаривалась левыми политическими кругами Сингапура.

## Предложения, вынесенные на референдум
| Формулировка и символика предложения                                                                 | Формулировка и символика предложения | Описание статуса |
| --- | ------------------------------------ | --- |
| Вариант A                                                                                            |                                      | 1. Сингапур сохраняет автономию в образовательной политике и трудовом законодательстве 2. Сингапур сохраняет свою языковую политику — использование английского, малайского, китайского и тамильского в качестве официальных языков. 3. Сингапур получает квоту в пятнадцать мест в парламенте Малайзии 4. Все граждане Сингапура автоматически получают гражданство Малайзии.                                                                            |
| Вариант B                                                                                            |                                      | 1. Сингапур входит в Федерацию Малайя на тех же условиях, что и Пенанг и пользуется той же степенью автономии, что и другие государства Федерации. 2. Официальными языками Сингапура остаются английский и малайский. 3. Гражданство Федерации получают только те, кто родился в Сингапуре или является прямым потомком уроженцев Сингапура. 4. Представительство Сингапура в парламенте Федерации устанавливается пропорционально численности населения. |
| Вариант C                                                                                            |                                      | 1. Сингапуру будет придан статус, соответствующий списку ООН несамоуправляемых территорий на условиях не хуже, чем для входящих в Федерацию территорий Северного Борнео (ныне — Сабах и Лабуан) и Саравака. |
| Источник: SINGAPOREAN NATIONAL REFERENDUM, 1962 (неопр.). — VDM Publishing, 2010. — ISBN 6130576285. |                                      | |

## Кампания
Кампания в СМИ по поводу референдума была чрезвычайно активной, сторонники и противники референдума выступали в газетах и по радио на нескольких языках.
Социалистический фронт призывал к бойкоту референдума, рекомендовав своим сторонникам оставлять бюллетень пустым в знак протеста. В результате более 144 000 бюллетеней (свыше четверти всех поданных бюллетеней) оказались пустыми. Предвидя такое развитие событий, правительство ввело в условия референдума норму, согласно которой пустые бюллетени должны будут засчитываться как голоса за вариант, получивший наибольшее количество голосов, если он не наберёт абсолютного большинства голосов.

## Результаты голосования
Голосование принесло следующие результаты

| За вариант A | 397,626 | 95.85 % |
| За вариант B | 9,422   | 2.27 %  |
| За вариант C | 7,911   | 1.91 %  |
| Пустые бюллетени | 143,077 | -       |
| Бюллетени с неясным результатом                                                                                        | 2,370   | -       |
| Недействительные бюллетени                                                                                             | 153     | -       |
| Всего подано бюллетеней                                                                                                | 561,559 | 100 %   |
| Всего зарегистрировано избирателей                                                                                     | 619,867 | 90.59 % |
| Источник: Direct Democracy, State of Singapore, Government Gazette Extraordinary, No. 60, IV Dated 3rd September, 1962 |         |         |

## Последствия референдума
По итогам референдума 9 июля 1963 года было подписано соглашение между Великобританией, Федерацией Малайя, Северным Борнео (ныне Сабах и Лабуан), Сараваком и Сингапуром о вхождении Сингапура в Федерацию Малайи.
16 сентября 1963 года Сингапур официально вошёл в Федерацию Малайи. Однако возникшие противоречия между правящими кругами Малайи и правительством Сингапура вскоре привели к выходу Сингапура из её состава, и 9 августа 1965 года Сингапур стал независимым государством.